# Azteca Internacional
Azteca Internacional (anciennement Azteca Trece Internacional, AZ Mundo et Mundo) est une chaîne de télévision internationale d'origine mexicaine, est propriété de TV Azteca Internacional TV de Paga.

## Pays

### Amérique du Nord
- Canada
- États-Unis
- Mexique

### Amérique du Sud et Amérique centrale
- Argentine
- Bolivie
- Brésil
- Chili
- Colombie
- Costa Rica
- Cuba
- Dominique
- République dominicaine
- Équateur
- Salvador
- Guatemala
- Haïti
- Honduras
- Nicaragua
- Panama
- Paraguay
- Pérou
- Porto Rico
- Uruguay
- Venezuela

### Europe
- Allemagne
- Autriche
- Belgique
- Bulgarie
- Chypre
- Danemark
- Slovaquie
- Slovénie
- Espagne
- Estonie
- Finlande
- France
- Grèce
- Hongrie
- Irlande
- Italie
- Lettonie
- Lituanie
- Luxembourg
- Malte
- Pays-Bas
- Pologne
- Portugal
- Royaume-Uni
- Tchéquie
- Roumanie
- Suède
- Suisse